# 1248 w polityce

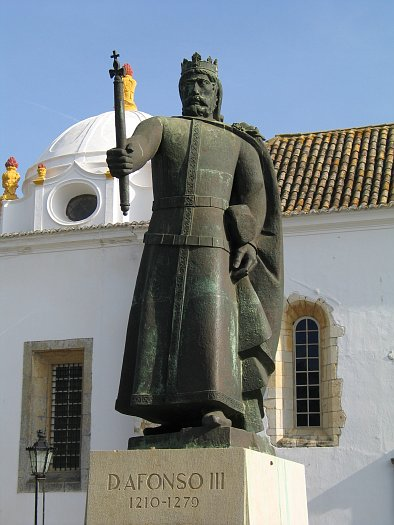
Pomnik Alfonsa III Dzielnego

Wydarzenia polityczne w 1248 roku.

## Wydarzenia
- Alfons III Dzielny zostaje królem Portugalii[1].
- Początek VI krucjaty, na czele której stał Ludwik IX, król Francji[2][3][4][5].

## Zmarli
- 4 stycznia Sancho II, król Portugalii[6].